# Urmia (shahrestan)
Urmia, eller Orumiyeh (persiska: اروميه; azerbajdzjanska: اورمیه eller Urmiya; kurdiska: ورمێ eller Ûrmiye), officiellt Shahrestan-e Orumiyeh (شهرستان اروميه), är en delprovins (shahrestan) i Iran. Den ligger i provinsen Västazarbaijan, i den nordvästra delen av landet. Administrativt centrum är staden Urmia.
Delprovinsen hade 1 040 565 invånare 2016.